# Thonon Évian Savoie F. C.
Thonon Évian Savoie Football Club, tidligere Évian Thonon Gaillard Football Club (fransk udtale: [evjɑ̃ tɔnɔ̃ ɡajaʁ]), eller blot Evian TG eller Evian er en fransk fodboldklub, der har rødder tilbage til 1924. Klubben har været igennem en række fusioner og har i perioder spillet i den bedste franske række, Ligue 1. Aktuelt spiller klubben i en lavere fransk række efter en konkurs og tvangsnedrykning i 2016/17.
Flere danske spillere har i 2010'erne spillet i klubben, da den spillede i League 1.
Klubben stammer oprindeligt fra Gaillard, der ligger på grænsen til Schweiz tæt på Genève, men flyttede i 2007 til Thonon-les-Bains. Klubbens hjemmebane har siden 2010 været Parc des Sports i Annecy med plads til 15.000 tilskuere.

## Historie
Évian Thonon-Gaillard Football Club blev dannet i 2003 under navnet Football Croix-de-Savoie 74 ved en sammenlægning af FC Gaillard og FC Ville-la-Grand. FC Gaillard var grundlagt i 1924 og havde tilbragt det meste af sin tilværelse i Ligue Rhône-Alpes, mens FC Ville-la-Grand stammede fra 1928. Den nye klub blev i sin første sæson nummer tre i sin pulje i den franske amatørliga (svarende til fjerdebedste række). Normalt rykker kun vinderne op i Championnat National, men da både nummer ét og to var reservehold for professionelle klubber, nemlig Olympique Lyon og FC Metz, blev det Croix-de-Savoie, der rykkede op. I første sæson i National undgik klubben med nød og næppe nedrykningen som nummer 14, to point over den 17. plads, der betød nedrykning. Den følgende sæson gik det ikke så godt, da klubben blev nummer 18 og måtte ned i amatørligaen igen.
I 2007 blev Croix-de-Savoie slået sammen med Olympique Thonon-Chablais, og klubben kom nu til at hedde Olympique Croix-de-Savoie 74. Den nydannede klub fik hjemmebane på Stade Joseph-Moynat i Thonon, idet den gamle hjemmebane i Gaillard ikke længere var i god nok stand til at være tilladt i National-rækken. Den nye klub vandt amatørligaen i 2009 og rykkede derfor op i National igen. På det tidspunkt blev direktøren for Groupe Danone, Franck Riboud, udnævnt til ærespræsident for klubben. Han ændrede klubbens navn til det nuværende, idet Evian er navnet på et af Groupe Danones kendte produkter (kildevand). Samtidig skød han en betragtelig sum penge i klubben, primært for at forbedre ungdomsarbejdet, men pengene gav også håb om at skaffe førsteholdet succes. Og allerede efter første sæson under de nye betingelser rykkede klubben op i Ligue 2.
Efter oprykningen opstod der forlydender om, at Évian fremover ville spille sine hjemmekampe på Stade de Genève i Genève, idet nu heller ikke Stade Joseph-Moynat længere opfyldte det franske fodboldforbunds betingelser. Efter nogen modstand fra Servette FC, der har hjemmebane på Stade de Genève, fik Évian til sidst tilladelse til flytningen under betingelse af, at UEFA kunne godkende flytningen. Her sluttede ideen så, idet UEFA i juni 2010 gav Évian afslag på at spille i Schweiz. I stedet flyttede klubben så hjemmebane til Stade des Sports i Annecy. Her fortsatte successen for klubben, der for andet år i træk rykkede op og nu kom i Ligue 1, den bedste franske række.
Klubben rykkede i 2011 op i den bedste franske række, og i den forbindelse forstærkede den sig med blandt andet tre danske spillere: Daniel Wass (udlånt fra S.L. Benfica) og de to landsholdsspillere Stephan Andersen og Christian Poulsen. Blandt klubbens øvrige nyindkøb i forbindelse med oprykningen var den tidligere franske landsholdsspiller Sidney Govou.
Klubbens hovedsponsor Groupe Danone, der er ejer af mineralvandsmærket Evian trak sig ved udgangen af sæsonen 2013-14. Ved udgangen af sæsonen 2015–16 rykkede klubben ned fra League 2 og blev tvangsnedrykket til den fjerde bedste række, amatør-ligaen Championnat de France Amateur. Der blev afsagt konkursdekret over klubben, og den trak sig fra turneringen. Den 18. juni 2017 annoncerede klubben officielt, at holdet vender tilbage til den 7. bedste liga i Frankrig, Regional 2, under navnet Thonon Evian Savoie FC.